# Caroline Margrève
Caroline Margrève (Eupen, 16 mei 1971) is een Belgisch politica van de PFF.

## Levensloop
Margrève werd licentiaat economische en handelswetenschappen aan het HEC in Luik. Beroepshalve werd ze boekhoudster.
In 2007 werd Margrève voor de PFF OCMW-raadslid van Büllingen. Van 2010 tot 2012 was ze tevens provincieraadslid van Luik, waardoor ze ook raadgevend lid van het Parlement van de Duitstalige Gemeenschap was.